# Zhou Lüxin
Zhou Lüxin (n. 31 iulie 1988, Wuhu⁠(d), Republica Populară Chineză) este un săritor în apă chinez, medaliat olimpic. A participat la o ediție a Jocurilor Olimpice (2008) în care a câștigat o medalie de argint.